# La Liga de 2002–03
A La Liga de 2002–03 foi a 73º edição da Primeira Divisão da Espanha de futebol. Com 20 participantes, o campeão foi o Real Madrid.

## Classificação final
|    | Equipe               | J  | V  | E  | D  | GM | GS | SG  | Pts |
| -- | -------------------- | -- | -- | -- | -- | -- | -- | --- | --- |
| 1  | Real Madrid          | 38 | 22 | 12 | 4  | 86 | 42 | 44  | 78  |
| 2  | Real Sociedad        | 38 | 22 | 10 | 6  | 71 | 45 | 26  | 76  |
| 3  | Deportivo La Coruña  | 38 | 22 | 6  | 10 | 67 | 47 | 20  | 72  |
| 4  | Celta de Vigo        | 38 | 17 | 10 | 11 | 45 | 36 | 9   | 61  |
| 5  | Valencia             | 38 | 17 | 9  | 12 | 56 | 35 | 21  | 60  |
| 6  | Barcelona            | 38 | 15 | 11 | 12 | 63 | 47 | 16  | 56  |
| 7  | Athletic Club        | 38 | 15 | 10 | 13 | 63 | 61 | 2   | 55  |
| 8  | Real Betis           | 38 | 14 | 12 | 12 | 56 | 53 | 3   | 54  |
| 9  | Mallorca             | 38 | 14 | 10 | 14 | 49 | 56 | -7  | 52  |
| 10 | Sevilla              | 38 | 13 | 11 | 14 | 38 | 39 | -1  | 50  |
| 11 | Osasuna              | 38 | 12 | 11 | 15 | 40 | 48 | -8  | 47  |
| 12 | Atlético de Madrid   | 38 | 12 | 11 | 15 | 51 | 56 | -5  | 47  |
| 13 | Málaga               | 38 | 11 | 13 | 14 | 44 | 49 | -5  | 46  |
| 14 | Real Valladolid      | 38 | 12 | 10 | 16 | 37 | 40 | -3  | 46  |
| 15 | Villarreal           | 38 | 11 | 12 | 15 | 44 | 53 | -9  | 45  |
| 16 | Racing de Santander  | 38 | 13 | 5  | 20 | 54 | 64 | -10 | 44  |
| 17 | Espanyol             | 38 | 10 | 13 | 15 | 48 | 54 | -6  | 43  |
| 18 | Recreativo de Huelva | 38 | 8  | 12 | 18 | 35 | 61 | -26 | 36  |
| 19 | Deportivo Alavés     | 38 | 8  | 11 | 19 | 38 | 68 | -30 | 35  |
| 20 | Rayo Vallecano       | 38 | 7  | 11 | 20 | 31 | 62 | -31 | 32  |

## Artilheiros
| Nome             | Gols | Time                |
| ---------------- | ---- | ------------------- |
| Roy Makaay       | 29   | Deportivo La Coruña |
| Ronaldo          | 23   | Real Madrid         |
| Nihat Kahveci    | 23   | Real Sociedad       |
| Darko Kovačević  | 20   | Real Sociedad       |
| Raúl             | 16   | Real Madrid         |
| Patrick Kluivert | 16   | Barcelona           |
| Fernando         | 15   | Betis               |
| Samuel Eto'o     | 14   | Mallorca            |